# .ax
.ax je internetová národní doména nejvyššího řádu pro Alandy.
Dne 17. ledna 2006 schválil finský parlament změnu zákona o finských doménách a přidal doménu .ax. Během následujících tří let měla být doména .aland.fi postupně rušena a další registrace z Aland budou probíhat pod novou ccTLD. Všichni stávající vlastníci domén obdrží k doméně .aland.fi také doménu pod .ax.
Dne 9. června 2006 přidělila ICANN doménu alandskému parlamentu Archivováno 2. 4. 2008 na Wayback Machine..